# Éter (álbum)
Éter é o segundo álbum de estúdio da banda brasileira Scalene, lançado em 19 de maio de 2015 de forma independente e depois relançado através do selo fonográfico SLAP, pertencente a Som Livre. O álbum foi vencedor do Grammy Latino de Melhor Álbum de Rock em Língua Portuguesa de 2016, empatando com o álbum Derivacivilização, do Ian Ramil.

## Faixas
| N.º            | Título                         | Duração |  |
| 1.             | "Sublimação"                   | 4:03    |  |
| 2.             | "Peso da Pena"                 | 3:56    |  |
| 3.             | "Histeria"                     | 2:52    |  |
| 4.             | "Fogo"                         | 3:37    |  |
| 5.             | "Gravidade"                    | 2:52    |  |
| 6.             | "Furacão"                      | 3:21    |  |
| 7.             | "Terra (Part. Mauro Henrique)" | 4:24    |  |
| 8.             | "Naufrágo"                     | 2:39    |  |
| 9.             | "Alter Ego"                    | 3:04    |  |
| 10.            | "Tiro Cego"                    | 3:11    |  |
| 11.            | "Loucure-se"                   | 3:55    |  |
| 12.            | "Legado"                       | 2:45    |  |
| Duração total: | Duração total:                 | 40:44   |  |

## Créditos
- Gustavo Bertoni - vocal, guitarra, teclado e violão
- Tomas Bertoni - guitarra, teclado, vocal de apoio
- Lucas Furtado - baixo e vocal de apoio
- Philipe Conde "Makako" - bateria e vocal de apoio
- Ricardo Ponte - mixagem e masterização